# ارگاش کریموف
ارگاش کریموف (ازبکی: Ergash Karimov, Эргаш Каримов؛ ۲۶ اکتبر ۱۹۳۵ – ۴ اوت ۲۰۰۹) کمدین و بازیگر اهل کشور اتحاد جماهیر شوروی و ازبکستان بود. از فیلم‌هایی که وی در آنها نقش داشته‌است می‌توان به پسر بازیگوش و ابوریحان بیرونی اشاره کرد.